# Campeonato Europeo de Tiro al Plato de 2016
El XLIII Campeonato Europeo de Tiro al Plato se celebró en Lonato (Italia) entre el 5 y el 11 de julio de 2016 bajo la organización de la Confederación Europea de Tiro (ESC) y la Federación Italiana de Tiro Deportivo.
Las competiciones se realizaron en el campo de tiro Trap Concaverde de la ciudad italiana.

## Resultados

### Masculino
| Evento               | Oro                                   | Plata                                 | Bronce                               |
| -------------------- | ------------------------------------- | ------------------------------------- | ------------------------------------ |
| Foso (07.07)         | Massimo Fabbrizi · Italia · 14+3 pts. | Josip Glasnović · Croacia · 14+2 pts. | João Azevedo Portugal 14 pts.        |
| Foso (equipos)       | Croacia · 360                         | República Checa · 358                 | Italia · 356                         |
| Doble foso (11.07)   | Vasili Mosin · Rusia · 30             | Daniele Di Spigno · Italia · 29       | Matthew Coward-Holley Reino Unido 29 |
| Doble foso (equipos) | Reino Unido 413                       | Italia · 408                          | Hungría · 388                        |
| Skeet (10.07)        | Ricardo Filippelli · Italia · 16      | Sven Korte · Alemania · 15            | Ralf Buchheim · Alemania · 13        |
| Skeet (equipos)      | Italia · 371                          | República Checa · 367                 | Alemania · 364                       |

### Femenino
| Evento          | Oro                                       | Plata                             | Bronce                           |
| --------------- | ----------------------------------------- | --------------------------------- | -------------------------------- |
| Foso (06.07)    | Zuzana Štefečeková · Eslovaquia · 15 pts. | Silvana Stanco · Italia · 13 pts. | Fátima Gálvez · España · 12 pts. |
| Foso (equipos)  | Italia · 212                              | Francia 207                       | España · 198                     |
| Skeet (09.07)   | Chiara Cainero · Italia · 15              | Konstantía Nikoláu Chipre 12      | Vanessa Hauff · Alemania · 13    |
| Skeet (equipos) | Chipre 209                                | Italia · 205                      | Eslovaquia · 204                 |

### Mixto
| Evento                    | Oro                                                  | Plata                                                       | Bronce                                                   |
| ------------------------- | ---------------------------------------------------- | ----------------------------------------------------------- | -------------------------------------------------------- |
| Foso por equipos (08.07)  | Yelena Tkach · Alexei Alipov · Rusia · 29 pts.       | Ana Rita Rodrigues José Manuel Bruno Fária Portugal 27 pts. | Katrin Quooß · Karsten Bindrich · Alemania · 23 pts.     |
| Skeet por equipos (12.07) | Ricardo Filippelli · Diana Bacosi · Italia · 25 pts. | Anthony Terras Lucie Anastassiou Francia 24 pts.            | Jan Sychra · Libuše Jahodová · República Checa · 30 pts. |

## Medallero
| Núm. | País            | Oro | Plata | Bronce | Total |
| ---- | --------------- | --- | ----- | ------ | ----- |
| 1    | Italia          | 6   | 4     | 1      | 11    |
| 2    | Rusia           | 2   | 0     | 0      | 2     |
| 3    | Chipre          | 1   | 1     | 0      | 2     |
| 3    | Croacia         | 1   | 1     | 0      | 2     |
| 5    | Eslovaquia      | 1   | 0     | 1      | 2     |
| 5    | Reino Unido     | 1   | 0     | 1      | 2     |
| 7    | República Checa | 0   | 2     | 1      | 3     |
| 8    | Francia         | 0   | 2     | 0      | 2     |
| 9    | Alemania        | 0   | 1     | 4      | 5     |
| 10   | Portugal        | 0   | 1     | 1      | 2     |
| 11   | España          | 0   | 0     | 2      | 2     |
| 12   | Hungría         | 0   | 0     | 1      | 1     |
|      | TOTAL           | 12  | 12    | 12     | 36    |